# Leyme
Leyme – miejscowość i gmina we Francji, w regionie Oksytania, w departamencie Lot.
Według danych na rok 1990 gminę zamieszkiwało 1 489 osób, a gęstość zaludnienia wynosiła 147 osób/km² (wśród 3020 gmin regionu Midi-Pyrénées Leyme plasuje się na 238. miejscu pod względem liczby ludności, natomiast pod względem powierzchni na miejscu 1075.).